# Diario Militar
El Diario Militar es el nombre que recibe un listado de 183 personas desaparecidas a manos de las fuerzas de seguridad guatemaltecas entre agosto de 1983 y marzo de 1985. Fue publicado por primera vez en mayo de 1999 por la revista Harpers Magazine y está considerado como un documento único en su género, ya que prueba la sistematización de la represión en Guatemala durante las dictaduras militares que ensangrentaron el país.

## Descripción
El Diario Militar consta de 53 páginas tamaño carta, perforadas en su lado izquierdo para permitir su clasificación en carpetas de anillas. Cada una de las páginas consta de un número variable de entradas (entre tres y cinco), escritas a máquina y acompañadas de una fotografía tamaño carnet. Cada entrada está encabezada por el nombre de la víctima, escrita a máquina en mayúsculas y subrayada, seguida de una descripción en la que consta su alias, la organización a la que pertenecía, la fecha de su captura, una breve descripción de la misma y un código numérico de significado variable: "300", que aparece en la mayoría de las fichas, significa el asesinato del detenido. En total, hay registradas 183 personas (24 mujeres y 159 hombres, entre los 12 y 82 años de edad), de las cuales 101 figuran como ejecutadas. El registro comienza con el nombre de Teresa Graciela Samayoa Morales y concluye con el de Ricardo Gramajo Cifuentes. Los pocos detenidos que consiguieron escapar con vida, como Álvaro Sosa Ramos (número 87 de la lista), han presentado declaraciones consistentes con el infierno que deja entrever el Diario: Sosa declaró en Canadá que había sido "brutalmente golpeado, azotado, torturado con descargas eléctricas, privado de agua y colgado de los pies durante largos periodos de tiempo. Podía oír los alaridos de los detenidos en las celdas adyacentes".

## Historia
Durante los 36 años que duró la guerra civil en Guatemala (el llamado conflicto armado interno) murieron un mínimo de 150.000 personas, mientras que otras 40.000 desaparecieron. El 93% de las víctimas totales fueron atribuidas por la Comisión de Esclarecimiento Histórico de Naciones Unidas a la acción de las fuerzas de seguridad dependientes de los gobiernos militares guatemaltecos. El porcentaje de desaparecidos a manos de las estructuras represivas oficiales es aún mayor.[cita requerida]
Todas las organizaciones represivas estatales adoptan las formas burocráticas de registro propias de las estructuras policiales y militares de las que derivan. Teniendo en cuenta que en el caso guatemalteco la desarticulación de la guerrilla urbana por el ejército en la primera mitad de los años ochenta fue posible, entre otros factores, por una aplicación sistemática de técnicas antisubversivas importadas por asesores de distintos países (Estados Unidos, Israel y, hasta 1982, Argentina), la creación de registros detallados era un paso lógico. Dichos registros fueron elaborados por unidades de la inteligencia militar (G-2) con fines de archivo. De la inmensa mayoría de ellos se desconoce su paradero y, presumiblemente, han resultado destruidos, ya que no se encontraron documentos similares durante la sistematización del archivo de la antigua Policía Nacional, descubierto en el año 2005 en unas dependencias policiales en desuso situadas en Ciudad de Guatemala.[cita requerida] El Diario Militar salió a la luz pública tras un trabajo de investigación periodística que conllevó su compra a una o varias personas relacionadas con los hechos que detallan sus páginas.[cita requerida] Su publicación generó una enorme polémica, saldada en el año 2009 cuando la investigación de los datos proporcionados por el ya mencionado Archivo de la antigua Policía Nacional permitió probar la veracidad de lo registrado en el Diario.
El Diario comienza tres semanas después del golpe de Estado que lleva al poder al general Óscar Humberto Mejía Victores, tras el gobierno de Efraín Ríos Montt. Es la época de las peores masacres en el interior rural de Guatemala, dirigidas contra las distintas etnias mayas. En la capital, en cambio, el modelo represivo estaba más próximo al del cono sur del continente, y en particular a las técnicas de represión argentinas, chilenas y uruguayas (desapariciones y asesinatos selectivos realizados por fuerzas parapoliciales). Un informe del Departamento de Estado norteamericano realizado en 1983 reza "durante el mes de septiembre -primero en el poder de Mejía Víctores- se contabilizan 183 secuestros, la cuarta figura más alta de este estudio".

## Significado
El Diario Militar es un documento único en su género: ha permitido, por un lado, la identificación directa de un centenar de desaparecidos, mientras que por otro prueba la planificación de un régimen de terror cuyo objetivo era la supresión física de todo aquel individuo identificado como enemigo del orden establecido. Una de las personas secuestradas y asesinadas que figuran en el Diario es el escritor Luis de Lion, autor de la novela El tiempo principia en Xibalba que figura con el número 135 del listado, secuestrado el 15 de mayo de 1984 y asesinado el 5 de junio del mismo año. Actualmente el Diario es consultable vía internet (véanse enlaces infra.) y ha proporcionado la base del trabajo que actualmente se realiza en el arriba mencionado archivo histórico de la antigua Policía Nacional de Guatemala.